# Сен-Венсан-ле-Палюэль
Сен-Венса́н-ле-Палюэ́ль (фр. Saint-Vincent-le-Paluel) — коммуна во Франции, находится в регионе Аквитания. Департамент — Дордонь. Входит в состав кантона Сарла-ла-Канеда. Округ коммуны — Сарла-ла-Канеда.
Код INSEE коммуны — 24512.

## География

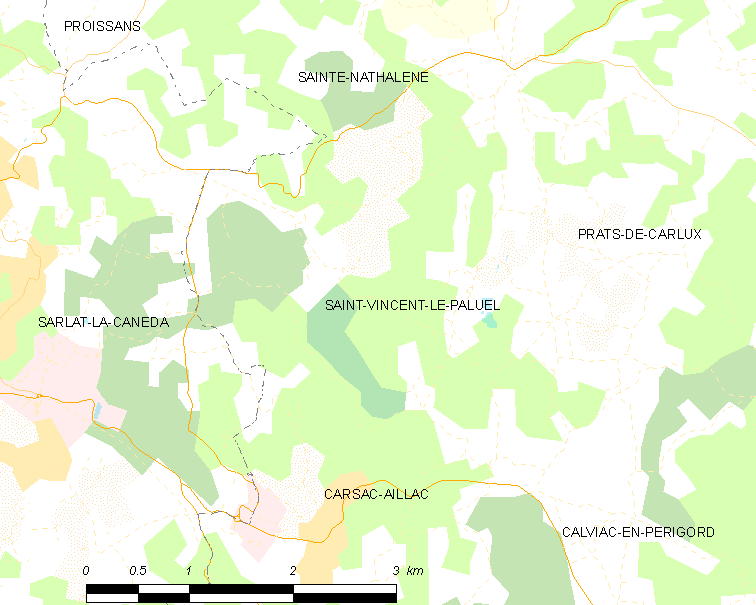
Карта коммуны

Коммуна расположена приблизительно в 450 км к югу от Парижа, в 150 км восточнее Бордо, в 60 км к юго-востоку от Перигё.
На востоке коммуны протекает река Энеа.

### Климат
Климат умеренный океанический со средним уровнем осадков, которые выпадают преимущественно зимой. Лето здесь долгое и тёплое, однако также довольно влажное, здесь не бывает регулярных периодов летней засухи. Средняя температура января — 5 °C, июля — 18 °C. Изредка вследствие стечения неблагоприятных погодных условий может наблюдаться непродолжительная засуха или случаются поздние заморозки. Климат меняется очень часто, как в течение сезона, так и год от года.

## Население
Население коммуны на 2010 год составляло 269 человек.
| 1962 | 1968 | 1975 | 1982 | 1990 | 1999 | 2010 |
| ---- | ---- | ---- | ---- | ---- | ---- | ---- |
| 123  | 114  | 109  | 121  | 151  | 207  | 269  |

## Администрация
| Период | Период | Фамилия         | Партия       | Примечания |
| ------ | ------ | --------------- | ------------ | ---------- |
| 1989   | 2008   | Эдуар Мессиньяк | беспартийный | пенсионер  |
| 2008   | 2020   | Жаннин Николя   | беспартийная |            |

## Экономика
В 2010 году среди 191 человека трудоспособного возраста (15-64 лет) 151 были экономически активными, 40 — неактивными (показатель активности — 79,1 %, в 1999 году было 70,3 %). Из 151 активных жителей работали 139 человек (76 мужчин и 63 женщины), безработных было 12 (4 мужчины и 8 женщин). Среди 40 неактивных 9 человек были учениками или студентами, 22 — пенсионерами, 9 были неактивными по другим причинам.

## Достопримечательности
- Церковь Св. Викентия (XIV век). Исторический памятник с 1946 года[5]
- Замок Палюэль (XV век). Исторический памятник с 1927 года[6] В 1968 году в замке проходили съемки кинокомедии «Татуированный» с Жан Габен и Луи де Фюнес.
- Хижина сухой кладки (ок. XVII века). Исторический памятник с 1991 года[7]

## Фотогалерея

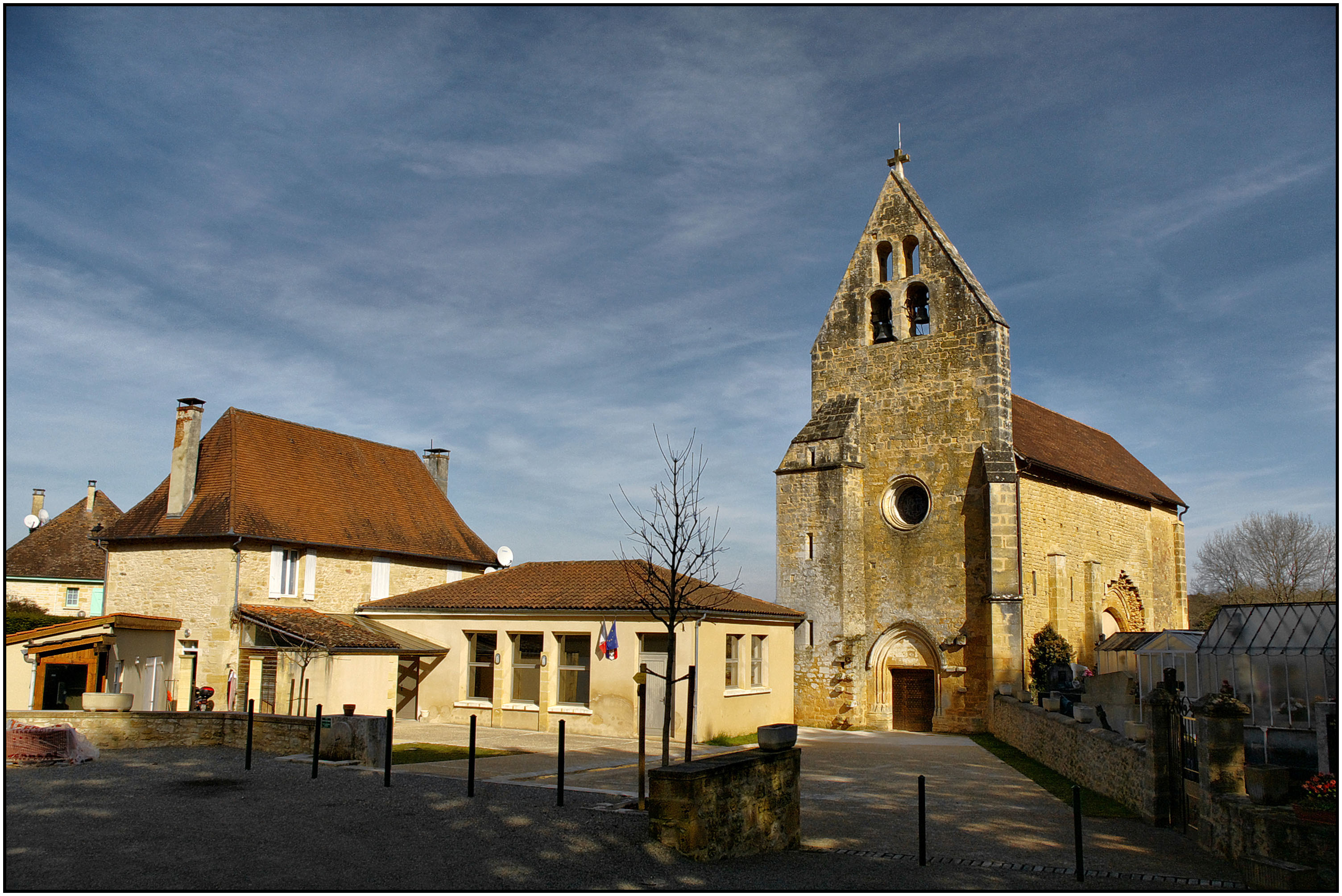
Церковь Св. Викентия и мэрия
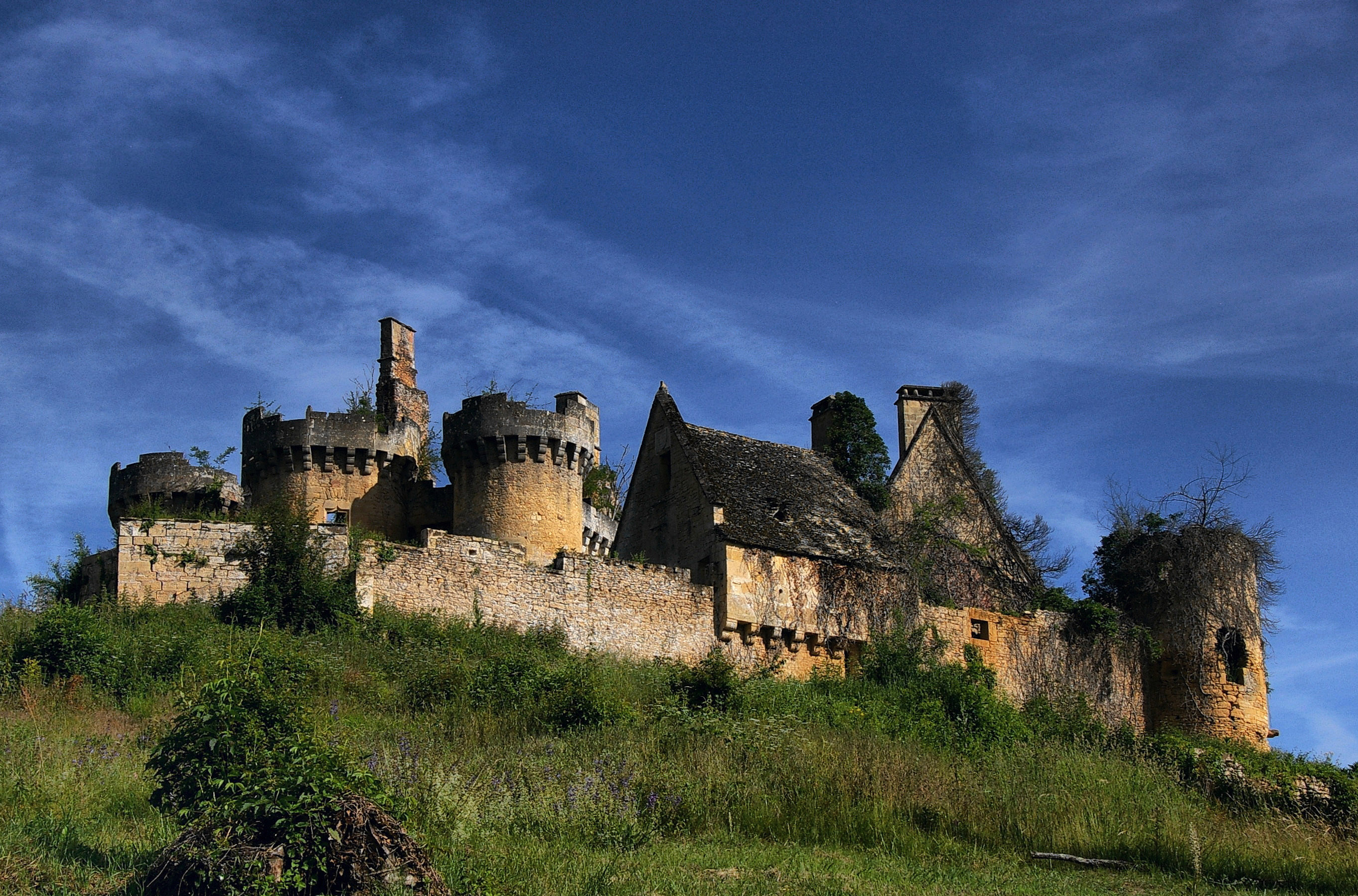
Замок Палюэль
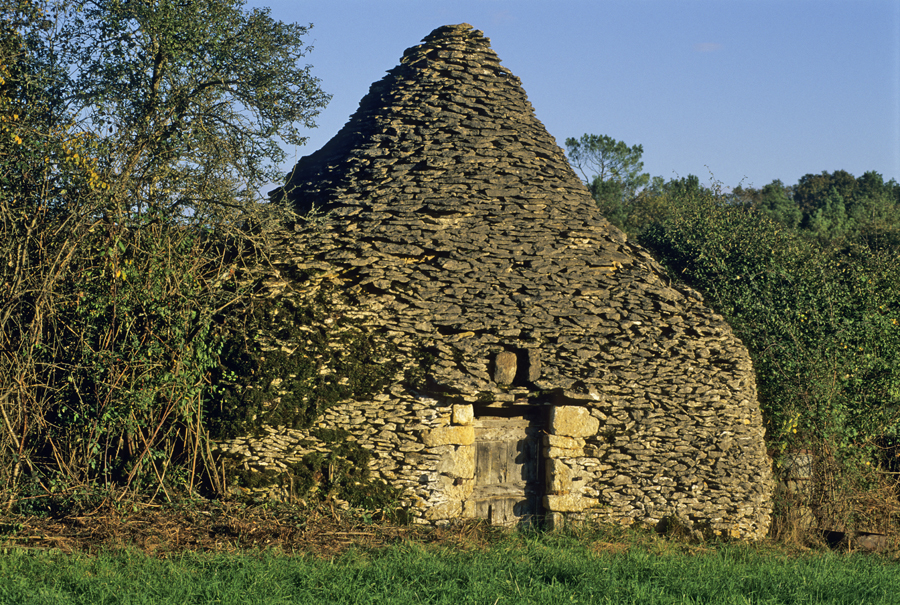
Хижина сухой кладки
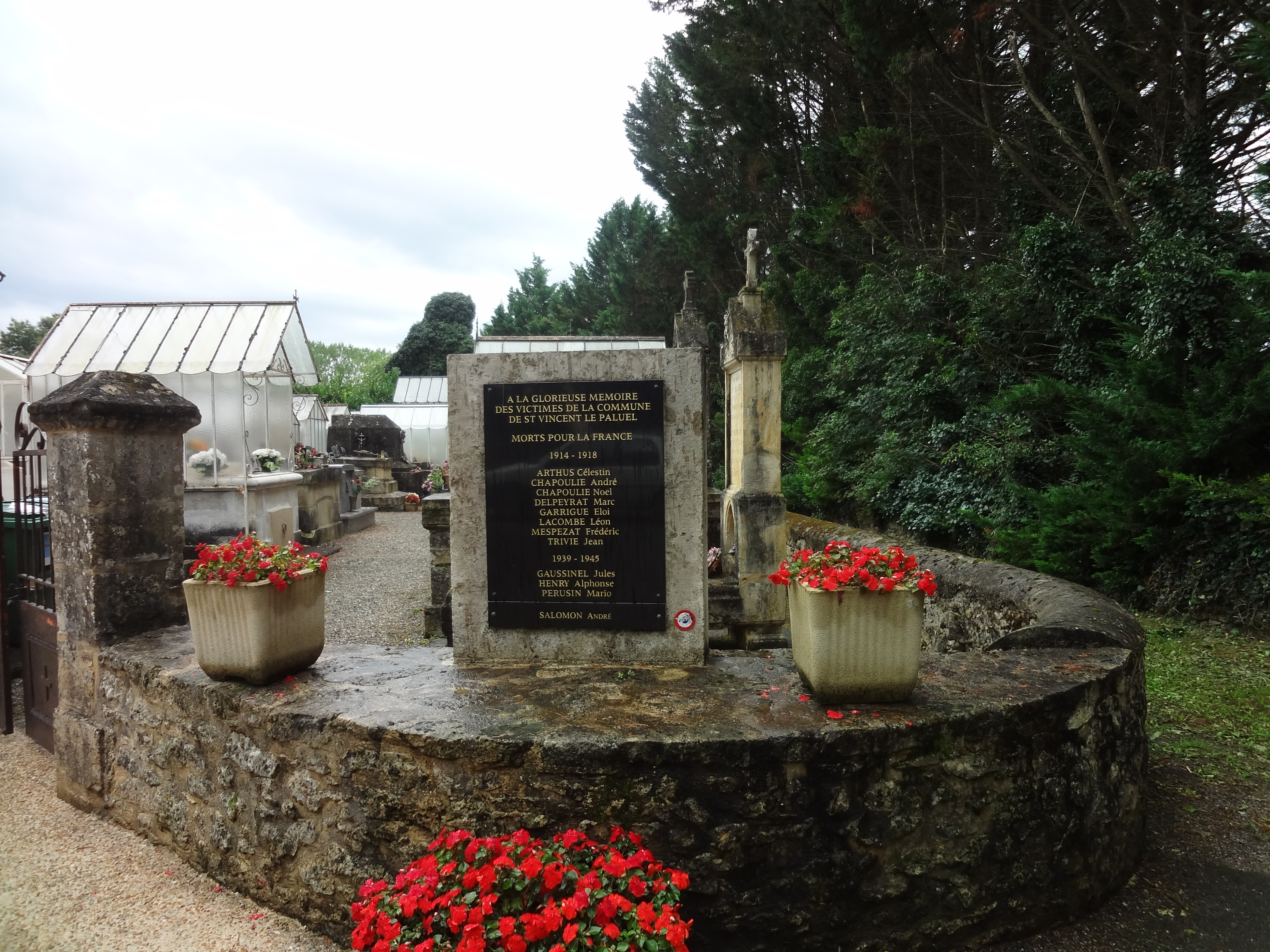
Военный мемориал